# Satz des Dinostratos

Der Satz des Dinostratos beschreibt eine Eigenschaft der Quadratrix des Hippias, die es ermöglicht, diese zur Quadratur des Kreises zu verwenden. Er ist nach dem griechischen Mathematiker Dinostratos benannt, der ihn um 350 v. Chr. bewies und auch selbst zur Quadratur des Kreises verwandte. Der Satz besagt, dass die Quadratrix die Seite ihres zugehörigen Quadrates im Verhältnis {\displaystyle 2:\pi } teilt.
Überliefert ist nur die Form des Beweises bei Pappos (Sammlung, Buch 4, 30–32), der die Quadratur des Kreises mit dieser Kurve aber Dinostratos zuschreibt. Nach Ivor Bulmer-Thomas wäre das einer der frühesten Widerspruchsbeweise (die Euklid viel verwendete) der antiken Mathematik.